# Grazjdanskaja (station)
Grazjdanskaja is een halte van de D2 aan de Rigaspoorweg in Moskou die in 1901 werd geopend. 

## Geschiedenis
Het station bij het dorp Zykovo werd in 1901 tegelijk met de spoorlijn zelf geopend. Het station werd Petrovskoje Zykovo genoemd tot het in 1930 werd omgedoopt in Grazjdanskaja.
In de jaren 90 van de 20e eeuw werden de wissels verwijderd en resteerde een halte die wel geëlektrificeerd is en een elektrische dienst van/naar Moskou mogelijk maakt. De sporen van de Rigaspoorweg zijn tussen Grazjdanskaja en Rizjskaja opgebroken en de treinen uit het westen hebben hun eindpunt bij Stresjnevo en keren om op het het emplacement van Podmoskovnaja. Hierdoor wordt Grazjdanskaja anno 2024 alleen bediend door het stadsgewestelijk net. 

## Ligging en inrichting
Het ligt vlak naast het park van de Landbouwacademie van Timirjazev en kent twee perrons die onderling zijn verbonden met een loopbrug. De perrons liggen in een boog en het eerste perron (voor treinen uit Moskou) heeft een kaartverkoop, het andere is een eilandperron dat aan de binnenkant gebruikt wordt door de treinen naar Moskou. Het perron is niet voorzien van OV-poortjes.
Langs de zuidkant van het eilandperron, die niet gebruikt wordt in de normale reizigersdienst, loopt een niet-geëlektrificeerd spoor naar de Svoboda-fabriek en liggen ook nog restanten van andere sporen. Hierdoor is de toegang tot het station vanuit het zuiden bij de Joennatovstraat alleen mogelijk  via de loopbrug, aan de noordkant is er een gelijkvloerse toegang naar het noordelijke perron vanaf de Tsjoeksinweg.  Aan het noord einde van de perrons kunnen reizigers via een overweg het spoor oversteken en daar aan de westkant de 8 maart straat bereiken. Naast het perron bevinden zich de eindhalte van bus 727, het Moskouse expeditieknooppunt van DHL-station, de kantoren van de centrale administratie van Ozon.ru en Beeline en het wooncomplex Aerobus. De dichtstbijzijnde metrostations zijn Dinamo, Aeroport, Timirjazevskaja.

## Reizigersverkeer
De treindienst kent rechtstreekse verbindingen met Sjachovskaja in het noorden en, via Rizjskaja en Koerskaja, naar Serporchov en Toela in het zuiden. De reistijd naar Rizjskaja bedraagt tien minuten.